# Ludvig Harboe
Ludvig Harboe, född den 16 augusti 1709 i Broager i Sundeved, död den 15 juni 1783 i Köpenhamn, var en dansk biskop och kyrkohistoriker.
Harboe var prästson, blev undervisad i sitt hem till sitt 18:e år, kom så til gymnasiet i Hamburg och studerade vid universiteten i Rostock, Wittenberg och Jena. 1735 kom han till Köpenhamns universitet, där han kastade sig över Danmarks historia, och 1738 började han att tillsammans med Langebeck ge ut Dänische Bibliothek.
Han livnärde sig i Köpenhamn som lärare, blev 1738 tysk kaplan vid Garnisonskirke och 1739 tillika präst vid Kastellet. Åren 1741—45 uppehöll han sig på Island, där han ordnade de kyrkliga förhållandena. År 1743 hade han blivit utnämnd til biskop i Trondhjem, men han kunde först 1746 överta ämbetet, som han innehade i två år.
År 1748 blev Harboe medhjälpare till Själlands biskop, Hersleb, vars dotter han kort dessförinnan hade äktat, 1756 blev han generalkyrkoinspektör, 1757 Själlands biskop, 1766 kunglig konfessionarius. På grund av ålderdomssvaghet fick han 1782 sin svärson, N.E. Balle, till medhjälpare i biskopsämbetet.
Harboe var en duktig och rättskaffens man, som genom sin stora vänlighet förstod att förlika de religiösa motsättningarna, men han var inte framsynt nog att vidta åtgärder mot den kommande stormen.
Tillsammans med Ove Høegh-Guldberg udarbetade han den så kallade "Guldbergska psalmboken", som utkom 1778, men som med sina verser av Birgitte Cathrine Boye aldrig fick någon större betydelse i Danmark.
Harboe inlade stora förtjänster om dansk historieskrivning både genom sin verksamhet som medutgivare av Dänische Bibliothek och genom sina uppsatser i Danske Magasin; mest sysselsatte han sig med Norges och Islands kyrkohistoria.